# Chahaignes
Chahaignes – miejscowość i gmina we Francji, w regionie Kraj Loary, w departamencie Sarthe.
Według danych na rok 1990 gminę zamieszkiwało 785 osób, a gęstość zaludnienia wynosiła 34 osób/km² (wśród 1504 gmin Kraju Loary Chahaignes plasuje się na 679. miejscu pod względem liczby ludności, natomiast pod względem powierzchni na miejscu 449.).